# Аліскірен
Аліскірен (торгові назви Тектурна і Расілез ) - перший у класі препаратів, які називаються прямі інгібітори реніну. Застосовується при есенціальній артеріальній гіпертензії. Зазвичай рекомендуються інші краще вивчені препарати через ризик більш тяжких побічних ефектів та меншу доказову базу клінічної ефективності.
У грудні 2011 року Новартіс припинив клінічне випробування препарату після виявлення збільшеної частоти нефатального інсульту, ускладнень у роботі нирок, високого рівня калію в крові та низького артеріального тиску у людей, хворих на діабет та з нирковими проблемами.  
Як результат у 2012 році: 
- До інструкції препарату було додано нове протипоказання щодо застосування аліскірену з блокаторами рецепторів ангіотензину (АРБ) або інгібіторами ангіотензинперетворюючого ферменту (АПФІ) у хворих на діабет через ризик порушення функції нирок, низького кров'яного тиску та високого рівня калію в крові.
- Також було додано попередження про уникнення використання аліскірену при АРБ або АПФІ для пацієнтів з помірним та вираженим порушенням функції нирок (тобто, коли швидкість клубочкової фільтрації становить менше 60 мл/хв).

Аліскірен був спільно розроблений швейцарськими фармацевтичними компаніями Novartis і Speedel.

## Медичне використання
При підвищеному артеріальному тиску зазвичай рекомендуються інші краще вивчені препарати. У журналі Прескріре було зроблено висновок, що аліскірен є потенційно більш шкідливим, ніж корисним, і таким чином його було включено у перелік ліків, яких слід уникати (станом на 2014 рік).

## Побічні ефекти
- Ангіоневротичний набряк
- Високий рівень калію в крові (особливо при застосуванні разом з інгібіторами АПФ у хворих на діабет)
- Низький кров'яний тиск (особливо у пацієнтів із зневодненням)
- Діарея та інші симптоми ШКТ
- Головний біль
- Запаморочення
- Кашель

## Протипоказання
- Вагітність: інші препарати, такі як інгібітори АПФ, які також діють на ренін-ангіотензинову систему, були пов'язані з вадами розвитку плода та смертю новонароджених.[7]
- Грудне вигодовування: під час досліджень на тваринах препарат виявлено в молоці.[7]
- Доведено, що аліскірен збільшує ймовірність несприятливих серцево-судинних ефектів у пацієнтів з діабетом та захворюваннями нирок або серця[4].

## Взаємодія з іншими препаратами
Аліскірен є слабким інгібітором субстрату CYP3A4 і, що важливіше, P-глікопротеїну: 
- Він знижує концентрацію фуросеміду в крові.
- Аторвастатин може підвищувати його концентрацію в крові, але коригування дози не потрібно.
- Через можливу взаємодію з циклоспорином одночасно застосовувати циклоспорин та аліскірен протипоказано.
- Слід бути обережними, коли аліскірен призначається з кетоконазолом або іншими помірними інгібіторами Р-глікопротеїну (ітраконазол, кларитроміцин, телітроміцин, еритроміцин або аміодарон).
- Були видані рекомендації припинити призначення препаратів, що містять аліскірен пацієнтам з діабетом (тип 1 або 2) з помірним або тяжким порушенням функції нирок, які також приймають інгібітор АПФ або АРБ. За необхідності у таких пацієнтів має бути розглянуте альтернативне антигіпертензивне лікування.[8]

## Механізм дії
Аліскірен є антагоністом реніну. Ренін, перший фермент ренін-ангіотензин-альдостеронової системи, бере участь у контролі артеріального тиску. Він розщеплює ангіотензиноген до ангіотензину I, який, у свою чергу, перетворюється ангіотензинперетворюючим ферментом (АПФ) до ангіотензину II. Ангіотензин II має як прямий, так і непрямий вплив на артеріальний тиск. Це безпосередньо призводить до скорочення гладенької мускулатури артеріальних судин, що призводить до їх звуження і підвищення артеріального тиску. Ангіотензин II також стимулює секрецію альдостерону з кори надниркових залоз, що змушує канальці нирок збільшувати реабсорбцію натрію і води, тим самим збільшуючи об'єм плазми, а, отже, і артеріальний тиск. Аліскірен зв'язується з сайтом зв'язування S3bp реніну, необхідним для його активності. Зв'язування з цією ділянкою перешкоджає перетворенню ангіотензиногену до ангіотензину I. Аліскірен також доступний у вигляді комбінованого препарату з гідрохлоротіазидом.

## Хімія
Хімічна назва аліскірену - (2S, 4S, 5S, 7S)-5-аміно-N-(2-карбамоїл-2-метилпропіл)-4-гідрокси-2-ізопропіл-7-[4-метокси-3-(3-метоксипропокси) бензил]-8-метилнонамінамід.

## Обґрунтування розробки
Багато препаратів контролюють артеріальний тиск, втручаючись в роботу ангіотензин-альдостеронової системи. Однак, коли ці препарати застосовуються хронічно, організм збільшує вироблення реніну, що знову підвищує артеріальний тиск. Тому фармакологи шукали препарат, який безпосередньо інгібує ренін. Аліскірен - це перший препарат такої дії.